# 사카이 요헤이
사카이 요헤이(일본어: 坂井 洋平, 1986년 4월 10일 ~ )는 일본의 전 축구 선수이다.

## 구단 경력
과거 요코하마 F. 마리노스, 요코하마 FC, SC 사가미하라, 미토 홀리호크, 더스파구사쓰 군마에서 활동하였다.